# De indringers
De indringers is het 240ste stripverhaal uit de reeks van De Rode Ridder. Het is geschreven en getekend door Claus Scholz. De eerste albumuitgave was op 5 november 2013.

## Het verhaal
Johan spoelt aan op een strand. Terwijl hij aan het bijkomen is, gaat zijn gedachten terug hoe het zover gekomen is. Koning Arthur stuurde hem naar het noorden van zijn land om binnengekomen klachten met de Vikingen te bespreken. Als hij in hun dorp aankomt, wordt hij in een kort gevecht overmeesterd. Als Johan bijkomt, zit hij op een schip richting Vinland, waar hoofdman Gunar met drie schepen het gebied wil veroveren. Hij wordt gedwongen mee te doen ter compensatie van een door hem gedood bemanningslid. Ze komen in een storm terecht, waarbij Johan overboord slaat.
Als Johan bijgekomen is, verkent hij de omgeving. Hij wordt aangevallen door indianen, de Beothuk. Johan weet zich staande te houden en is aan de winnende hand. Het gevecht wordt onderbroken door Obie, die hem meeneemt naar haar moeder, de droomziener Shanawduit. Hoewel ze elkaars taal niet kunnen verstaan, heeft Johan door dat zij zijn hulp nodig hebben. Zijn komst en de dreiging van de Vikingen werd door Shanawduit voorzien. Een verkenningsexpeditie onder leiding van hoofdman Nonosabasut komt uit bij een verwoest kustdorp, het werk van de Vikingen. Deze hebben in de buurt een verdedigingspost opgezet, waar ze enkele indianenvrouwen vasthouden. De mannen van Gunar morren vanwege uitblijvende rijkdommen en heimwee. Als de expeditie terugkeert naar het indianendorp, wordt Johan op verzoek van hoofdmannen van gearriveerde bevriende stammen vastgebonden aan een paal, ondanks protesten van Obie. 
Als de indianenstammen ten strijde trekken, wordt Johan bevrijd door Shanawduit en weet ze via een ritueel contact te leggen met Johan. Op deze manier kan Johan uitleggen hoe de indianen zich moeten beschermen. Ondertussen voeren de indianen hun eerste aanval op de Vikingen uit, maar worden ze met zware verliezen teruggeslagen. Als Johan en Obie bij het strijdtoneel aankomen, weten ze de hoofdmannen te overtuigen van de goede inborst van de Rode Ridder. Het tactische kennis van Johan helpt de indianen bij hun volgende aanval en worden de Vikingen van alle kanten onder druk gezet, waarbij zij ook grote verliezen lijden. In een onderling treffen weet Johan Gunar te doden. Dit is voor de overgebleven Vikingen reden om de strijd te staken. De indianen laten de Vikingen terugkeren naar hun thuisland. Ook Johan mag met hen mee terug. 